# Konstantin Fjodorowitsch Juon

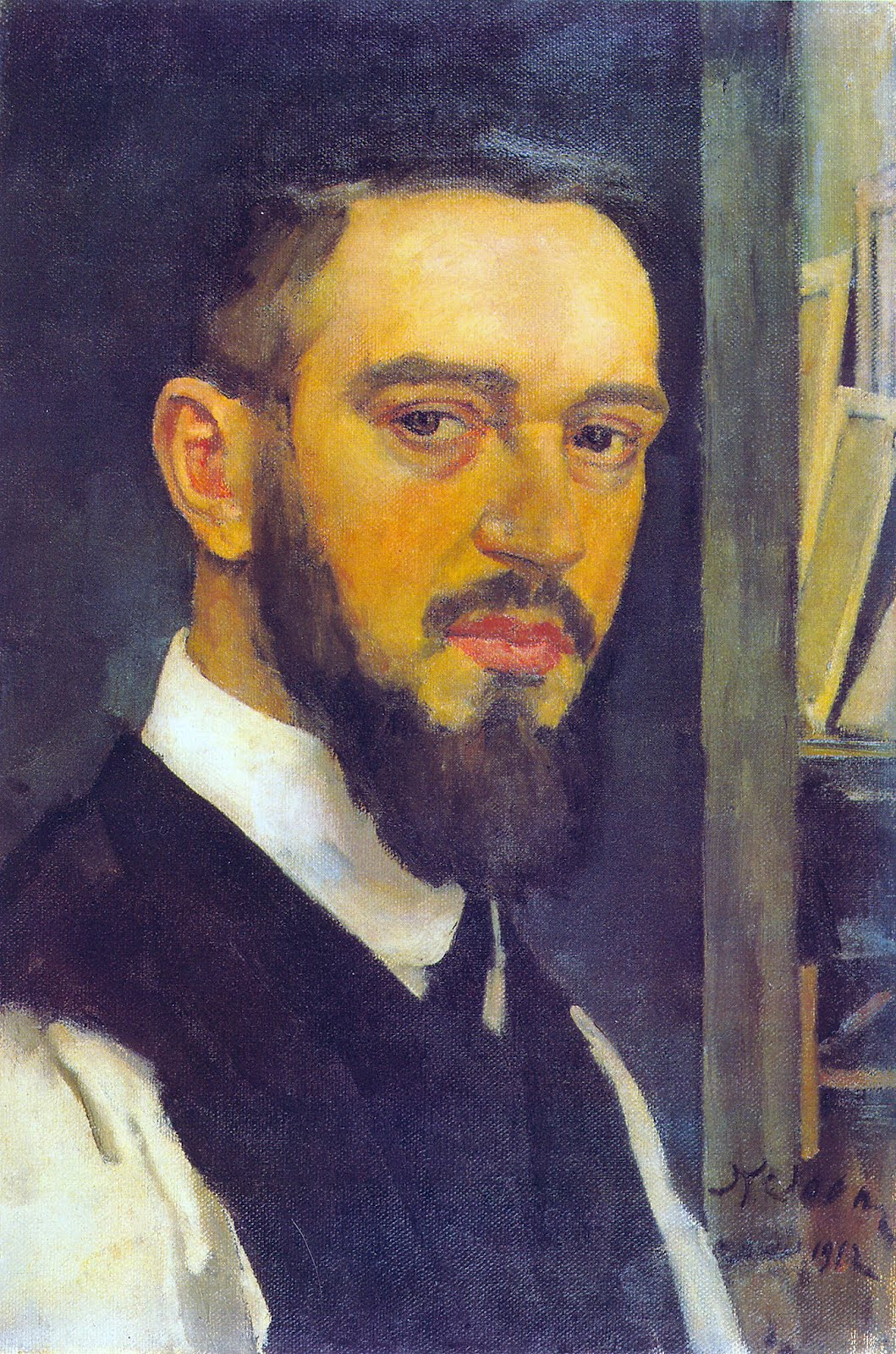
Selbstporträt, 1912

Konstantin Fjodorowitsch Juon (russisch Константин Фёдорович Юон; * 12.jul. / 24. Oktober 1875greg. in Moskau; † 11. April 1958 ebenda) war ein russisch-sowjetischer Maler, Bühnenbildner und Kunsttheoretiker russlandschweizerischer Abstammung.

## Biografie
Konstantin Juon wurde in der Familie des schweizerisch-russischen Versicherungsangestellten Theodor Friedrich Juon in Moskau geboren. Die reformierte Familie stammte aus der Gemeinde Masein im Kanton Graubünden. Seine Brüder waren Paul Juon, ein bekannter Komponist, und Eduard Juon, ein russischer Bergbauingenieur und Offizier, die beide später in die Schweiz zogen. Von 1892 bis 1898 studierte Juon an der Moskauer Kunstschule u. a. bei Konstantin Sawizki, Konstantin Korowin und Abram Archipow. Nachdem er sein Studium beendet hatte, nahm er zwischen 1898 und 1900 Privatstunden bei Walentin Serow. Bei mehreren Aufenthalten in Westeuropa und Paris kam er in Kontakt mit den Werken von Impressionisten wie Camille Pissarro, behielt aber seinen eigenen, charakteristischen Stil bei.
Im Jahr 1900 eröffnete Juon in Moskau die erste private Mal- und Zeichenschule. Später unterrichtete er an der Leningrader Akademie der Künste und dem Moskauer Surikow-Kunstinstitut. Zu seinen Schülern zählten u. a. Alexander Kuprin, Wladimir Faworski, Olga Schekulina und Wera Muchina. Für das Moskauer Chudoschestwenny Teatr und das Maly Teatr entwarf er Bühnenbilder. Auch an Opernaufführungen arbeitete er mit. 1903 war Juon unter den Gründern des Russischen Künstlerverbandes (Союз русских художников) und er war Mitglied der Künstlervereinigung Mir Iskusstwa.
In der Sowjetzeit war Juon von 1948 bis 1950 Direktor des kunsttheoretischen Forschungsinstituts der Akademie der Künste und von 1956 bis 1958 Erster Sekretär des Sowjetischen Künstlerverbands. 1943 wurde er mit dem Stalinpreis ausgezeichnet, bekam einen Leninorden und andere Auszeichnungen. Seit 1951 war er Mitglied der KPdSU. Konstantin Juon starb am 11. April 1958 in Moskau und wurde auf dem Nowodewitschi-Friedhof beerdigt.

## Werk

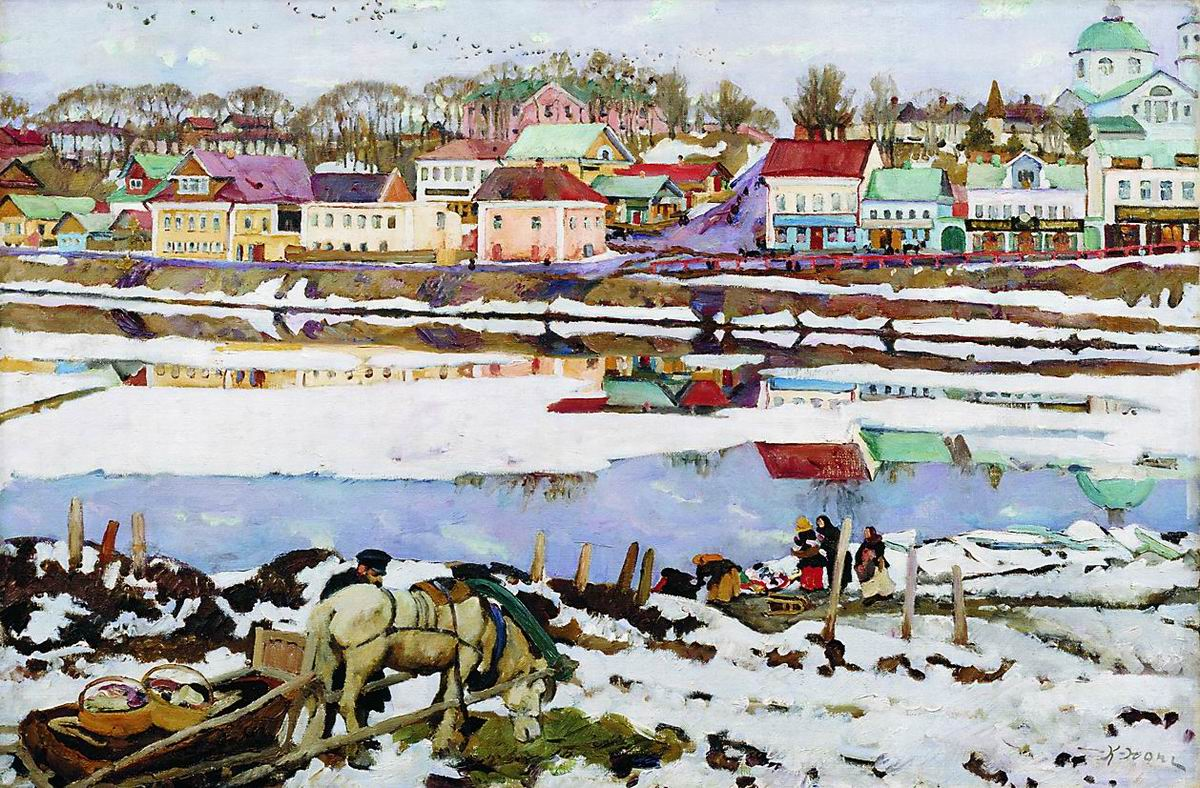
Torschok (1914)

Konstantin Juon begann sein künstlerisches Wirken als impressionistischer Landschafts- und Genremaler mit symbolistischer Färbung. Der symbolistische Einfluss ist am deutlichsten im Zyklus Erschaffung der Welt (1908–1912), der die Schöpfungsgeschichte zum Thema hat, sowie in Der neue Planet (1921), einem Gemälde, das die Oktoberrevolution als kosmische Katastrophe darstellt.
In seine Landschaftsmalerei mischte er Elemente der Palech- und Ikonenmalerei. Juons Spätwerk war vom Sozialistischen Realismus bestimmt, so etwa Parade auf dem Roten Platz am 7. November 1941 (1949).